# Warsaw Financial Center
Warsaw Financial Center (WFC) – biurowiec znajdujący się na rogu ulic Emilii Plater i Świętokrzyskiej w Warszawie.

## Opis
Warsaw Financial Center zaprojektowały amerykańskie firmy A. Epstein & Sons International i Kohn Pedersen Fox Associates przy współpracy z polskimi architektami z Biura Projektów Architektury J&J. Inspirację dla projektu stanowił biurowiec 333 Wacker Drive w Chicago. Głównym wykonawcą była firma PORR International. Wieżowiec został wzniesiony w latach 1997–1999 i był jednym z najnowocześniejszych wieżowców lat 90. XX wieku w Europie Środkowej.
Budynek ma 144 metry wysokości, zaś wierzchołek jego iglicy znajduje się 165 metrów nad ziemią. Bryła graniastosłupa została skomponowana z łukiem w górnej części wieżowca, a przy budowie fasady wykorzystano przede wszystkim aluminium, granit i szkło. Wieżowiec wieńczy ok. 20-metrowa iglica, do montażu której konieczne było użycie transportowego śmigłowca Mi-8. 6 pierwszych pięter zajmuje parking (350 miejsc), natomiast na piętrach 7–31 znajdują się biura.
Łączna powierzchnia najmu w Warsaw Financial Center wynosi 49 782 m². Na każdym piętrze znajduje się 1900 m² powierzchni biurowej klasy A+, wysokiej na 2,75 m i w pełni przystosowanej do potrzeb osób niepełnosprawnych. Komunikację zapewnia 16 wind.
Biurowiec został certyfikowany w systemie LEED na poziomie Gold.